# Voyenne
Voyenne és un municipi francès situat al departament de l'Aisne i a la regió dels Alts de França. L'any 2007 tenia 281 habitants.

## Demografia

### Població
El 2007 la població de fet de Voyenne era de 281 persones. Hi havia 102 famílies de les quals 20 eren unipersonals (4 homes vivint sols i 16 dones vivint soles), 37 parelles sense fills, 37 parelles amb fills i 8 famílies monoparentals amb fills.
La població ha evolucionat segons el següent gràfic:
Habitants censats

### Habitatges
El 2007 hi havia 127 habitatges, 108 eren l'habitatge principal de la família, 9 eren segones residències i 10 estaven desocupats. 123 eren cases i 2 eren apartaments. Dels 108 habitatges principals, 73 estaven ocupats pels seus propietaris, 32 estaven llogats i ocupats pels llogaters i 3 estaven cedits a títol gratuït; 1 tenia una cambra, 6 en tenien dues, 14 en tenien tres, 27 en tenien quatre i 59 en tenien cinc o més. 64 habitatges disposaven pel capbaix d'una plaça de pàrquing. A 54 habitatges hi havia un automòbil i a 41 n'hi havia dos o més.

### Piràmide de població
La piràmide de població per edats i sexe el 2009 era:
| Homes | Edats   | Dones |
| ----- | ------- | ----- |
| 0     | 95 o +  | 0     |
| 0     | 90 a 94 | 0     |
| 4     | 85 a 89 | 4     |
| 0     | 80 a 84 | 0     |
| 4     | 75 a 79 | 0     |
| 0     | 70 a 74 | 4     |
| 4     | 65 a 69 | 0     |
| 8     | 60 a 64 | 12    |
| 16    | 55 a 59 | 12    |
| 8     | 50 a 54 | 16    |
| 12    | 45 a 49 | 12    |
| 8     | 40 a 44 | 8     |
| 20    | 35 a 39 | 16    |
| 12    | 30 a 34 | 8     |
| 0     | 25 a 29 | 0     |
| 4     | 20 a 24 | 8     |
| 12    | 15 a 19 | 4     |
| 24    | 10 a 14 | 12    |
| 4     | 5 a 9   | 16    |
| 0     | 0 a 4   | 0     |

## Economia
El 2007 la població en edat de treballar era de 180 persones, 115 eren actives i 65 eren inactives. De les 115 persones actives 93 estaven ocupades (55 homes i 38 dones) i 22 estaven aturades (8 homes i 14 dones). De les 65 persones inactives 17 estaven jubilades, 23 estaven estudiant i 25 estaven classificades com a «altres inactius».

### Ingressos
El 2009 a Voyenne hi havia 118 unitats fiscals que integraven 281,5 persones, la mediana anual d'ingressos fiscals per persona era de 17.006 €.

### Activitats econòmiques
Dels 7 establiments que hi havia el 2007, 1 era d'una empresa extractiva, 1 d'una empresa de fabricació d'altres productes industrials, 1 d'una empresa de comerç i reparació d'automòbils, 1 d'una empresa de transport, 1 d'una empresa d'hostatgeria i restauració, 1 d'una empresa financera i 1 d'una empresa de serveis.
L'únic servei als particulars que hi havia el 2009 era un taller de reparació d'automòbils i de material agrícola.
L'any 2000 a Voyenne hi havia 4 explotacions agrícoles que ocupaven un total de 920 hectàrees.

## Equipaments sanitaris i escolars
El 2009 hi havia una escola elemental integrada dins d'un grup escolar amb les comunes properes formant una escola dispersa.

## Poblacions més properes
El següent diagrama mostra les poblacions més properes.